# Leichtathletik-Länderkämpfe mit deutscher Beteiligung 1934
| Leichtathletik-Länderkämpfe mit deutscher Beteiligung 1934 | Leichtathletik-Länderkämpfe mit deutscher Beteiligung 1934 | Leichtathletik-Länderkämpfe mit deutscher Beteiligung 1934 | Leichtathletik-Länderkämpfe mit deutscher Beteiligung 1934 |
| ---------------------------------------------------------- | ---------------------------------------------------------- | ---------------------------------------------------------- | ---------------------------------------------------------- |
|                                                            |                                                            |                                                            |                                                            |
| 1. Länderkampf 1934, Frauen: POL – GER                     |                                                            |                                                            |                                                            |
| Warschau 15. Juli 1934                                     | Warschau 15. Juli 1934                                     | 1. GER 2. POL                                              | 64 P 35 P                                                  |
| 2. Länderkampf 1934, Frauen: GER – JPN                     |                                                            |                                                            |                                                            |
| Wuppertal 15. August 1934                                  | Wuppertal 15. August 1934                                  | 1. GER 2. JPN                                              | 67 P 25 P                                                  |
| 3. Länderkampf 1934, Männer: GER – SUI                     |                                                            |                                                            |                                                            |
| Stuttgart 19. August 1934                                  | Stuttgart 19. August 1934                                  | 1. GER 2. SUI                                              | 88 P 50 P                                                  |
| 4. Länderkampf 1934, Männer: SWE – GER                     |                                                            |                                                            |                                                            |
| Stockholm 1./2. September 1934                             | Stockholm 1./2. September 1934                             | 1. SWE 2. GER                                              | 101 1⁄3 P 100 2⁄3 P                                        |
| 5. Länderkampf 1934, Männer: GER – FIN                     |                                                            |                                                            |                                                            |
| Berlin 15./16. September 1934                              | Berlin 15./16. September 1934                              | 1. GER 2. FIN                                              | 106,5 P 096,5 P                                            |
| 6. Länderkampf 1934, Männer: GER – FRA                     |                                                            |                                                            |                                                            |
| Magdeburg 23. September 1934                               | Magdeburg 23. September 1934                               | 1. GER 2. FRA                                              | 93 P 55 P                                                  |
| Chronik                                                    |                                                            |                                                            |                                                            |
| ← Länderkämpfe 1933                                        | ← Länderkämpfe 1933                                        | Länderkämpfe 1935 →                                        | Länderkämpfe 1935 →                                        |

Im Jahr 1934 gab es sechs  Leichtathletik-Länderkämpfe und nach zweijähriger Abstinenz auch wieder Ländervergleiche in der Frauen-Leichtathletik, zum ersten Mal sogar zwei in einer Saison. Die Athletinnen traten in Warschau gegen Polen und in Wuppertal gegen Japan an. Die Männer führten vier Länderkämpfe in der Leichtathletik durch. Gegner waren wie jedes Jahr die Schweiz und Frankreich, darüber hinaus gab es in Form der Aufeinandertreffen mit Schweden und Finnland zwei Premierengegner. So wurden in dieser Saison insgesamt sechs Ländervergleiche mit deutscher Beteiligung durchgeführt.
Im Jahr 1934 fasste der Nationalsozialismus immer mehr Fuß in Deutschland. Weitreichende Auswirkungen ergaben sich daraus im Deutschen Reich auch bis tief in den Sport und seine Strukturen hinein. Auch Sportlerinnen und Sportler mussten unter dem rassistischen Denken und Handeln, das in Deutschland immer mehr um sich griff, in ihren ganz persönlichen Bereichen tiefe Einschnitte erfahren. Einerseits wurde der Sport als Mittel der Reputation mit sehr positiven Auswirkungen auf die Leistungen intensiv gefördert, andererseits wurden bestimmte Einzelpersonen und Volksgruppen – vor allem Juden – im Sinne eines menschenverachtenden Rassismus tief benachteiligt und bedroht.

## Europameisterschaftsjahr 1934
International bedeutsam für diese Saison war die Durchführung der ersten Leichtathletik-Europameisterschaften im italienischen Turin. Mit dieser Veranstaltung wurde den Sportlern aus Europa neben den Olympischen Spielen eine zweite Gelegenheit zu einer internationalen Bewährungsprobe geboten – zunächst nur mit Wettbewerben für die Männer. Die deutschen Leichtathleten schnitten mit sieben Goldmedaillen sowie zwei Silber- und Bronzemedaillen sehr erfolgreich ab und präsentierten sich vor Finnland als stärkste Nation. Der Termin dieser Meisterschaften lag zwischen den beiden Länderkämpfen gegen Schweden und Finnland.

## Bilanz und Wertungsmodus
Die beiden Länderkämpfe der Frauen endeten mit zwei Siegen. Die Gesamtbilanz der Frauen war damit ausgeglichen, drei Siege hatten sie errungen und drei Niederlagen hinnehmen müssen. Die Männer beendeten drei ihrer Länderkämpfe erfolgreich und erlitten in der Begegnung mit Schweden ihre erste Niederlage überhaupt. Somit hatten die Männer bei einer Niederlage 28 ihrer insgesamt 29 Ländervergleiche gewonnen. In der Summe hatte es am Ende des Jahres 35 Länderkämpfe mit deutscher Beteiligung gegeben mit 31 Siegen und vier Niederlagen.
Die Regeln zur Punktevergabe in den verschiedenen Begegnungen blieben weiterhin unterschiedlich, noch hatte sich ein durchgängig festes Wertungssystem nicht etabliert. Abweichungen gab es sowohl in den Einzelwettbewerben als auch in den Staffeln.
Übereinstimmend traten in allen Länderkämpfen in jeder Einzeldisziplin jeweils zwei Athleten pro Nation an. Der Sieger erhielt fünf Punkte, der Zweitplatzierte drei und der Drittplatzierte zwei Punkte. Der Sportler auf dem vierten Rang kam noch mit einem Punkt in die Wertung. Dies war die später durchgängig gültige Regelung. Davon abweichend erhielten nur im Aufeinandertreffen mit der Schweiz die Sieger nur vier statt fünf Punkte. In den Staffeln trat in jedem Wettbewerb ein Team pro Nation an. Bezüglich der Punktevergabe kamen vier unterschiedliche Wertungen zur Anwendung: (1) Die siegreiche Mannschaft erhielt 3 Punkte, die zweitplatzierte 1 Punkt (das später übliche System) / (2) Siegerstaffel: 7 Punkte, Staffel auf Platz zwei: 4 Punkte / (3) Siegerstaffel: 7 Punkte, Staffel auf Platz zwei: 5 Punkte / (4) Siegerstaffel: 5 Punkte, Staffel auf Platz zwei: 2 Punkte.

## Länderkampf der Frauen gegen Polen
Am 15. August gab es mit Polen einen Premierengegner für die deutschen Leichtathletinnen. Austragungsort der Veranstaltung war die polnische Hauptstadt Warschau. Im insgesamt dreißigsten Länderkampf einer deutschen Mannschaft beziehungsweise dem vierten Vergleich eines Frauenteams setzte sich Deutschland mit 64 zu 35 Punkten durch.
Gewertet wurde in den Einzeldisziplinen nach dem später üblichen System: Pl. 1: 4 P, Pl. 2: 3 P., …, Pl. 4: 1 P. In den Staffeln erhielt das erstplatzierte Team 7, die Staffel auf Platz zwei 4 P.

## Länderkampf der Frauen gegen Japan
Es war die erste Begegnung des deutschen Frauenteams mit den Japanerinnen. Die Männer hatten im Rahmen einer Japanreise 1929 bereits einmal einen Länderkampfs mit Japan durchgeführt. 1934 fand die Begegnung am 15. August in der deutschen Stadt Wuppertal im Stadtteil Elberfeld statt. Mit 67 Punkten gegenüber 25 Punkten der Mannschaft aus Japan setzte sich Deutschland sehr deutlich durch und gestaltete so die Gesamtbilanz der Frauen mit drei Siegen und drei Niederlagen ausgeglichen.
Gewertet wurde in den Einzeldisziplinen wie im Länderkampf gegen Polen, in den Staffeln erhielt das zweitplatzierte Team fünf statt vier Punkte.

## Länderkampf der Männer gegen die Schweiz
Das alljährliche Aufeinandertreffen mit den Schweizer Leichtathleten wurde als nun schon vierzehnter Länderkampf der beiden Nationen am 19. August in der deutschen Stadt Stuttgart ausgetragen. Seinen insgesamt 32. Länderkampf beendete das deutsche Team mit einem weiteren Sieg. Der Endstand war mit 88 zu 50 Punkten auch wieder sehr klar.
Die Wertung wurde gestaltet wie gewohnt in den Begegnungen der beiden Teams. Abweichend vom später etablierten System bekam der Sieger in den Einzeldisziplinen vier statt fünf Punkte. Die Staffeln wurden mit drei zu eins gewertet.

## Länderkampf der Männer gegen Schweden
Mit Schweden gab es 1934 den nun zwölften Gegner eines deutschen Leichtathletikteams. Der Vergleich wurde am 1. und 2. September in der schwedischen Hauptstadt Stockholm durchgeführt, nur eine knappe Woche vor den Europameisterschaften in Turin. In diesem Länderkampf mussten die deutschen Männer ihre erste Niederlage einstecken. Das Ergebnis war allerdings hauchdünn: Am Ende hatte Schweden einen Vorsprung von 2⁄3 Punkten aufzuweisen. 101 1⁄3 gegenüber 100 2⁄3 lautete das Endresultat.
Gewertet wurde nach dem später standardisierten Format. Einzeldisziplinen: Pl. 1: 5 P, Pl. 2: 3 P, …, Pl. 4: 1 P / Staffeln: Pl. 1: 3 P, Pl. 2: 1 P.

## Länderkampf der Männer gegen Finnland
Auch Finnland war in der Begegnung am 15. und 16. September in der deutschen Hauptstadt Berlin ein Premierengegner für die deutsche Mannschaft. Im insgesamt 34. Länderkampf nur eine knappe Woche nach den Europameisterschaften errang das deutsche Team mit 106,5 zu 96,5 Punkten einen weiteren Sieg.
Auch hier wurde das später übliche Wertungssystem angewendet wie zuvor im Länderkampf mit Schweden.

## Länderkampf der Männer gegen Frankreich
Am 23. September fand in der deutschen Stadt Magdeburg der neunte Länderkampf zwischen Frankreich und Deutschland statt. Der Vergleich endete mit einem gegen diesen Gegner ungewöhnlich hohen Sieg von 93 zu 55 Punkten.
Wie in den beiden vorangegangenen Begegnungen mit Schweden und Finnland wurde nach dem später üblichen System der Punktevergabe gewertet.